# Захараш Михайло Петрович
Миха́йло Петро́вич Захара́ш (нар. 2 квітня 1944, с. Озеро, Немирівський район Вінницької області) — член-кореспондент Національної академії медичних наук України (обраний 6.11.2003 за спеціальністю проктологія), доктор медичних наук (1990), професор (1991), почесний академік АМН Білорусі, академік міжнародної академії антропології, заслужений лікар України, лауреат Державної премії України в галузі науки і техніки, генерал-майор медичної служби у відставці.

## Життєпис
Народився на Вінниччині. Закінчив Вінницький медичний інститут (1968). Працював лікарем у Житомирі. З 1979-го — заступник начальника військово-медичної служби КДБ УРСР. З 1983-го начальник цієї служби, потім очолював військово-медичне управління СБУ (до 2009-го). Водночас від 1984-го — в Національному медичному університеті (Київ), з 2014-го — професор кафедри хірургії № 1 Національного медичного університету імені О. О. Богомольця.
Кандидат у народні депутати від партії «Сила і честь» на парламентських виборах 2019 року, № 41 у списку.

## Діяльність
Один з провідних учених України в галузі хірургії та проктології. Основні напрями наукової діяльності: клінічне застосування сорбційних методів детоксикації і плазмоцитоферезу в хірургії і проктології; хірургія гепато-панкреато-дуоденальної зони; лапароскопічна хірургія і гінекологія; хірургічне лікування раку ободової і прямої кишок та його ускладнень; первинно-відновна та реконструктивна хірургія кишечника; консервативне та хірургічне лікування хворих на неспецифічний виразковий коліт і хворобу Крона; розробка методів хірургічних втручань з застосуванням новітніх технологій. Вперше в світовій практиці застосував сорбційні методи детоксикації в поєднанні з ультрафіолетовим та лазерним опроміненням крові при лікуванні променевих уражень. Вперше в світовій клінічній практиці застосував електрозварювальні технології в абдомінальній хірургії та проктології (2004).
Автор 432 наукових праць, серед яких 11 монографій і підручників та 45 патентів, в тому числі — 2 українсько-американських та 1 — Російської Федерації. Підготував 5 докторів та 9 кандидатів медичних наук.
Президент асоціації колопроктологів України, член президії ГО «Асоціація хірургів України», колопроктологів Росії, член асоціації лапароскопічних хірургів Європи, Росії, України, член Європейської організації по вивченню хвороби Крона та виразкового коліту, член редколегій восьми фахових журналів України, Росії та Білорусі.

## Нагороди, відзнаки
- Орден «За заслуги» II ступеня (2007)
- Орден «За заслуги» III ступеня (2003)
- Державна премія України в галузі науки і техніки (2004)
- Почесне звання «Заслужений лікар України» (1987)
- Почесна грамота Кабінету Міністрів України (2008)
- Почесна грамота Верховної Ради України (2009)

## Основні наукові праці
Основні наукові праці: «Анаеробна інфекція в хірургії печінки та жовчних шляхів» (1995); «Профілактика та принципи корекції пошкоджень позапечінкових жовчних протоків при лапароскопічній холецистектомії» (1999); «Шпитальна хірургія» (2001); «Факультетська хірургія» (2002); «Сучасні принципи діагностики і лікування геморою» (2002); «Сучасні принципи діагностики, консервативного та хірургічного лікування неспецифічного виразкового коліту та хвороби Крона»(2003); «Клінічна хірургія» (2003); «Уніфіковані клініко-статистичні класифікації хвороб органів травлення» (2004); «Курс факультетської хірургії» (2005); «Хірургія» (2006); «Хірургія» (1-й і 2-й томи), (2007); Тканесохраняющая высокочастотная электросварочная хирургия (Атлас), (2009); Inflammation in the Intestinal Tract: Pathogenesis and Treatment (2009); Скринінг передракових захворювань та раку шлунку (2009); Скринінг передракових захворювань товстої кишки та колоректального раку (2010).